# Armée commune
Pour les articles homonymes, voir Heer.
L'armée commune (en allemand : Gemeinsame Armee) est l'une des composantes de l'armée de terre austro-hongroise, elle-même composante des Forces armées de l'Empire austro-hongrois. L'armée commune était plus simplement appelée « Heer » dans les documents austro-hongrois. Après la chute de l'Empire en 1918, l'armée commune est souvent désignée, notamment dans l'historiographie germanique, « k.u.k. Armee », et en hongrois « Császári és Királyi hadsereg ».
Il s'agissait de la formation militaire la plus importante de l'Armée de terre austro-hongroise, à laquelle appartenaient également l'Armée territoriale impériale-royale autrichienne (k.k. Landwehr) et l'Armée territoriale royale hongroise (k.u. Honvéd).
Fondée le 15 mars 1867 et dissoute le 31 octobre 1918 à la suite de la désolidarisation des unités hongroises, la « Gemeinsame Armee » constitua jusqu'au bout la part la plus importante des forces armées austro-hongroises (en allemand la « Bewaffnete Macht » ou simplement la « Wehrmacht »), auxquelles se rattachait également la marine austro-hongroise. Pendant la Première Guerre mondiale, forces terrestres et forces navales de la double monarchie étaient commandées par un unique Commandement suprême de l'armée, fondé en 1914.

## Histoire

### Dénomination
Jusqu'en 1889, et ce comme avant l'Union réelle de 1867, les forces armées étaient désignées au moyen du prédicat de « k.k. », « kaiserlich-königlich (en) », soit « impériale-royale ». Ce prédicat, déjà en usage au sein de l'empire d'Autriche, reste en usage après 1867 au sein de l'Empire des deux couronnes pour toute institution commune aux deux moitiés de l'Empire. Pour éviter toute méprise et satisfaire aux demandes hongroises, la loi du 11 avril 1889 institue le nouveau prédicat de « k.u.k. », qui distingue cette fois-ci les institutions véritablement partagées, et permet de distinguer, au sein des forces armées combinées, les forces relevant de la couronne impériale et royale autrichienne, la k.k. Landwehr, des forces commandées par la couronne royale hongroise, la k.u. Honvéd. Il est à noter que l'appellation KuK a peu été utilisée au sein de la marine austro-hongroise.

### Fonctionnement de l'institution commune
L'empereur François-Joseph Ier — auparavant empereur d'Autriche, roi de Hongrie, de Bohême, de Croatie, Dalmatie et Galicie, etc. — porte désormais la titulature suivante : empereur d'Autriche et roi de Hongrie. Le Commandement en chef des forces armées de la double monarchie lui revient, sous la forme de la nouvellement créée « Chancellerie militaire de sa Majesté impériale et royale ». Cette chancellerie communique avec le chef du commandement suprême qui se trouve dépendre du ministère de la Guerre (de). Ce ministère de la Guerre basé à Vienne — dénommé jusqu'en 1911 « ministère impérial de la Guerre » (en allemand : Reichskriegsministerium) — est chargé de la formation, de l'entretien et de l'entraînement des forces armées communes tant terrestres que maritimes, et la stratégie se discute au niveau de l'état-major général (en allemand : Generalstab) qui en dépend. Le chef de l'état-major général avait le droit d'en référer directement au monarque.
L'armée territoriale autrichienne (k.k. Landwehr) et l'armée territoriale hongroise (k.u. Honved) ne dépendent pas du ministère de la Guerre commun, mais sont rattachées respectivement au ministère autrichien de la Défense (de) de Vienne et au ministère de la Honvéd (de) de Budapest.

### Commandement
Toutes les forces armées (Heer, Kriegsmarine, Landwehr, Honvéd) se trouvaient théoriquement sous le haut-commandement de l'empereur-roi, en sa fonction de « chef de guerre suprême » (en allemand : allerhöchster Kriegsherr). Ce titre n'avait néanmoins plus qu'un sens formel après le désastreux commandement de François-Joseph Ier en Italie en 1859, après quoi le monarque se retira du commandement direct de ses troupes. Dans les faits, le haut-commandement était assuré, en temps de paix, par le Kriegsministerium de Vienne, et pendant la Première Guerre mondiale, c'est l'archiduc Frédéric d'Autriche-Teschen qui occupe le poste créé à cette occasion de commandant en chef des armées, et par son chef d'état-major Conrad.
Le 2 décembre 1916, l'empereur Charles Ier reprend directement le haut-commandement. François-Joseph n'avait pratiquement jamais fait de visites du front, mais s'était contenté de rendre visite aux régiments territoriaux, et avait toujours, malgré son grand âge, assisté aux manœuvres impériales annuelles. Et bien que François-Joseph se montrât régulièrement en uniforme de feld-maréchal pour montrer sa proximité avec ses troupes, le nouvel empereur Charles Ier, du haut de ses trente ans, redonna une nouvelle signification au rôle « d'Oberbefehlshaber, » tant au front que devant la troupe.

### Taille et recrutement
La loi autrichienne du 11 avril 1889 vient renouveler la loi de défense de 1868, modifiée en 1882. En parallèle, le parlement hongrois fait de même. Le texte autrichien indique en son § 2 :
Les forces armées sont constituées de l'armée de terre, la marine de guerre, la territoriale et la milice.
(en allemand : Die bewaffnete Macht gliedert sich in das Heer, in die Kriegsmarine, in die Landwehr und in den Landsturm.)
Au § 14, le contingent annuel est fixé pour l'armée et la marine à 103 000 hommes, dont 60 389 provenant des Royaumes et Pays représentés à la Diète d'Empire. Le contingent ainsi recruté fournit 10 000 hommes à la k.k. Landwehr. Par la suite, la taille et la répartition du contingent fourni par les deux royaumes est réévalué tous les dix ans par une nouvelle loi de défense.

### Financement
Comme pour toutes les dépenses communes, le financement de la « Gemeinsame Armee » fait l'objet d'une répartition entre les deux royaumes. Initialement en 1867, la Hongrie pourvoit à hauteur de 30 % du budget commun, finançant principalement le budget commun de la défense. Cette part augmente progressivement, passant à 31,4 % en 1888 puis à 36,4 % en 1907.
Les coûts de fonctionnement de l'armée de terre, de l'armée territoriale et de la marine s'élevaient en 1912 à environ 670 millions de couronnes. Cela représentait alors un peu moins de 3,5 % du revenu national, contre 2,5 % en 1906. À titre de comparaison, en 1912, l'Empire russe, l'Italie et l'Allemagne y consacraient environ 5 % de leur revenu national. L'Autriche-Hongrie demeurait ainsi la grande puissance européenne disposant des ressources militaires les plus restreintes.

### Tensions et négligences
Pendant la longue période de paix que constituent les dernières décennies du XIXe siècle, l'armée et la marine sont quelque peu délaissées. Les votes des crédits militaires sont systématiquement ajournés, tant au Reichsrat autrichien qu'à la Diète hongroise, tout du moins pour ce qui concerne les troupes du Kuk, les troupes territoriales, moins impopulaires, arrivant vaille que vaille à s'équiper. Lors de la mobilisation de 1914, cet état de fait se fait désagréablement sentir.
D'autre part, l'empereur et roi doit toujours faire face à la volonté des politiciens hongrois de créer une armée d'active hongroise. Mais le monarque était arrivé lors du compromis austro-hongrois de 1867 à la chose suivante : chacun des deux royaumes pouvait constituer sa propre armée territoriale (Landwehr), mais l'armée d'active (Heer) et la marine restaient du domaine du Kuk. La Hongrie constitua alors la königlich-ungarischen Landwehr ou k.u. Landwehr, qui fut baptisée du nom hongrois de Honvéd.

### Les réformes de François-Ferdinand
Lorsqu'en 1898, l'archiduc François-Ferdinand se voit confier une mission d'analyse des forces armées de la monarchie, celui-ci conclut sans ambages que l'état-major vieillissant doit être immédiatement rajeuni. L'Empereur, âgé de 76 ans, convient de la pertinence du diagnostic de François-Ferdinand, et procède en 1906 au remplacement du chef de l'état-major, Friedrich von Beck-Rzikowsky (en), 76 ans, par Franz Conrad von Hötzendorf, 54 ans. Suivant la même logique, le ministre de la guerre Heinrich von Pitreich (de) est remercié en 1906, alors âgé de 65 ans.
Le nouveau chef d'état-major et François-Ferdinand mettent bientôt sur pied un programme de modernisation des structures et des équipements de l'armée commune. Néanmoins, les propositions faites par le binôme ne seront suivies que de peu d'effets, principalement pour des raisons politiques ; ce manque de volonté explique en partie le fait que durant la Première Guerre mondiale, l'armée austro-hongroise se trouve bien moins bien équipés que son alliée, la Deutsches Heer.

### L'armée en guerre
L'armée commune austro-hongroise n'a eu entre 1867 et 1914 qu'une seule situation de crise importante, la campagne d'occupation de 1878, pendant laquelle l'Autriche-Hongrie prend possession de la Bosnie-Herzégovine après le Congrès de Berlin. L'armée est envoyée afin de vaincre la résistance armée qui sévit alors dans les territoires nouvellement administrés. En 1908, le soulèvement de la Bosnie-Herzégovine nécessite à nouveau la mobilisation, cette fois-ci partielle, de l'armée commune.
Mais après l'assassinat de François-Ferdinand, l'Empereur, âgé de 84 ans, nomme à la tête de ses armées Frédéric de Teschen durant l'été 1914. Frédéric occupe alors la fonction de généralissime, situation que l'Autriche n'avait pas connue depuis 1859. Concrètement, Frédéric laisse prendre toutes les décisions à son chef d'état-major, Franz Conrad von Hötzendorf. Charles Ier, après son accession au trône en novembre 1916, assure alors seul le commandement suprême.

## Organisation

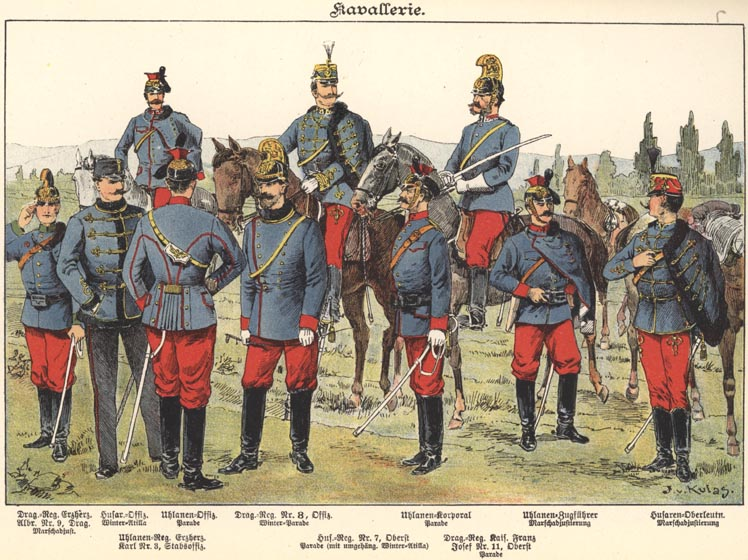
Cavalerie commune austro-hongroise vers 1900.

L'armée commune, n'est qu'une partie des forces armées austro-hongroises. À côté de celle-ci, on trouve :
- La marine de guerre austro-hongroise, ou k.u.k. Kriegsmarine ; elle relève du KuK, c'est-à-dire de la double monarchie ;
- L'armée territoriale royale hongroise (communément appelée « Honvéd » ou encore « M. kir. Honvédség » en hongrois ; « k.u. Landwehr » en allemand) ; elle relève du gouvernement autonome hongrois ou Transleithanie ;
- L'armée territoriale impériale-royale autrichienne (« k.k. Landwehr » en allemand), ; elle relève du gouvernement autonome autrichien ou Cisleithanie.

En 1915, tous les prédicats et toutes les dénominations honorifiques des régiments disparaissent, qui doivent désormais tous être simplement désignés par leur numéro. Mais dans la pratique, les appellations distinctives persistent, d'une part parce que peu de monde ne se soucie alors de ce genre de « détail », et d'autre part parce que l'intendance militaire impériale et royale, très économe, avait donné ordre que soient utilisés jusqu'à l'usure complète tous les tampons et papiers à en-tête antérieurs à cette décision.

### Service militaire

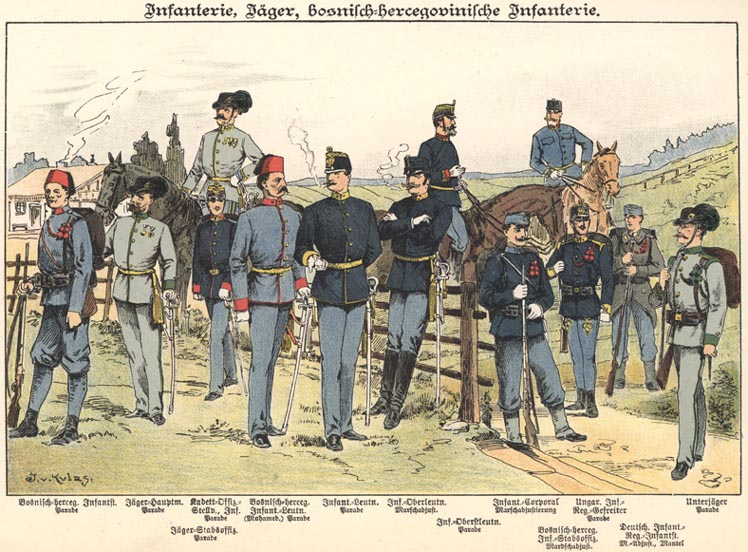
K.u.k. Infanterie de 1900.

À partir de 1866, l'empire d'Autriche met en place un service militaire obligatoire. La mesure est reconduite au sein de la Double monarchie, le service étant défini en 1868 par deux lois similaires dans l'une et l'autre parties de l'Empire, précisant les modalités de réalisation du service militaire dans l'armée de terre, la marine de guerre, la territoriale (Landwehr) et la milice (Landsturm). Le service obligatoire avait lieu à partir de la vingt-et-unième année du jeune homme au sein de l'armée commune. Tous les hommes âgés de dix-neuf à quarante-deux ans pouvaient être incorporés à la milice, du moment qu'ils n'étaient pas incorporés dans le Heer, la territoriale ou la réserve.
L'obligation militaire durait au total douze ans, durée qui se décomposait de la manière suivante pour les forces terrestres :
- Trois ans de service actif au sein des régiments de ligne (de)
- Sept ans dans la réserve
- Deux ans dans la territoriale inactive

L'engagement volontaire d'un an (en allemand : Einjährig-Freiwilliger) était possible aussi bien au sein du Heer ou de la Marine qu'au sein de la Landwehr. L'engagé volontaire ne recevait ni solde ni équipement (pas même son cheval) qu'il devait se procurer à ses frais.

### Recrutement et garnison

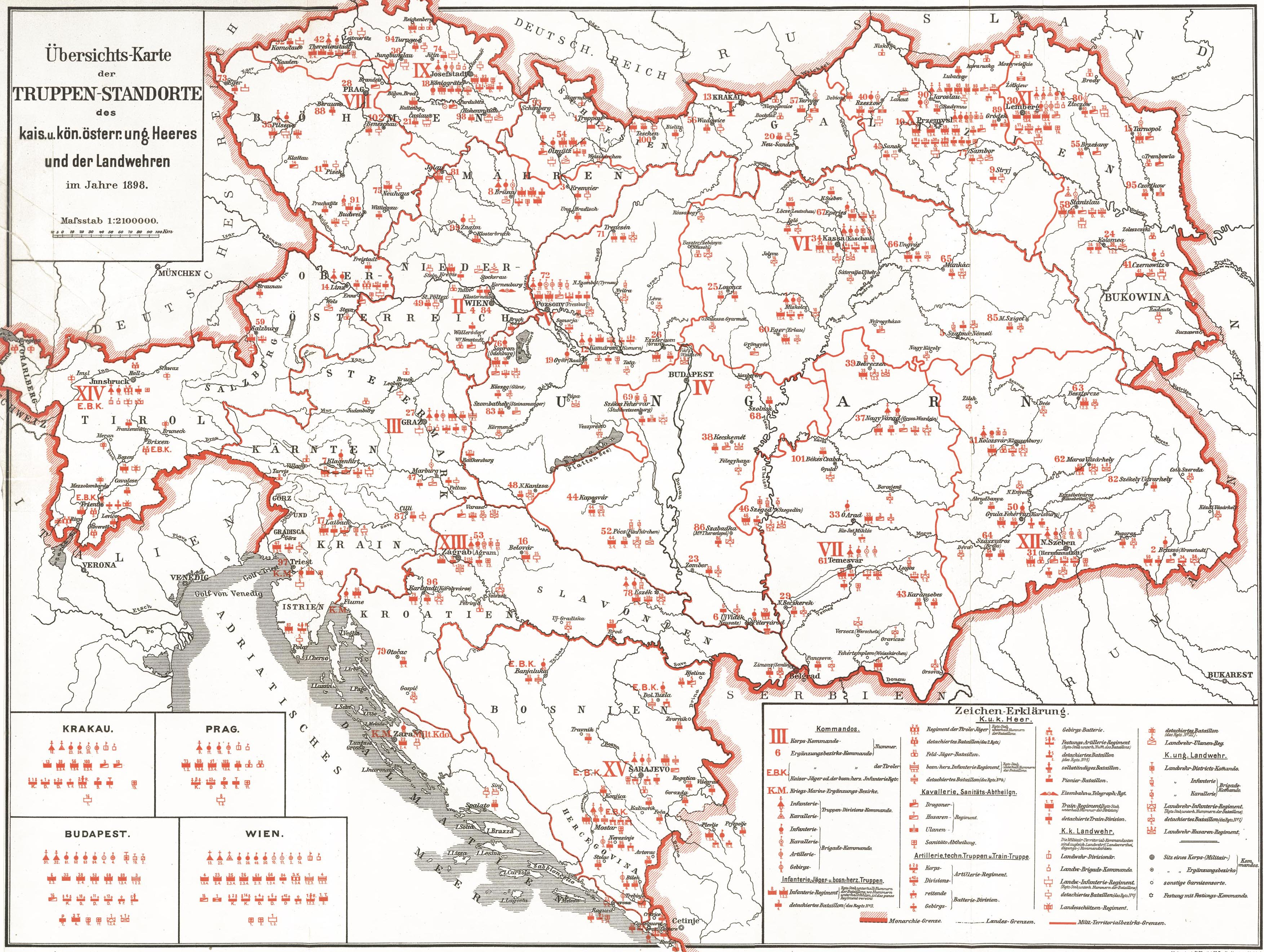
Carte des garnisons de l'armée commune dans l'empire Austro-Hongrois en 1898.

Par opposition aux troupes territoriales de la k.k. Landwehr et de la k.u. Landwehr, la Gemeinsame Armee et la Kriegsmarine recrutent dans l'ensemble des territoires de la double monarchie. Si dans le cas de la marine de guerre, la majeure partie des équipages provient des régions côtières — Trieste et littoral autrichien, ce qui explique que l'on parle principalement l'italien dans la marine austro-hongroise — les soldats de l'armée commune viennent aussi bien de Cisleithanie que de Transleithanie, ce qui ne manque pas de créer quelques difficultés linguistiques. Car si les dénominations sont assez simples, « régiments allemands » pour ceux constitués en Cisleithanie et « régiments hongrois » pour ceux venant de Transleithanie, cela signifie pour ces derniers que ces unités sont constituées d'éléments venant du Royaume de Hongrie (ce qui inclut la Haute-Hongrie slovacophone, les Sept citadelles roumanophones et le Banat partiellement serbophone) ou des territoires dépendant directement de la couronne hongroise que constitue le royaume de Croatie-Slavonie, tandis que les « régiments allemands » intègrent des hommes venant de zones où l'on parle polonais, croate ou encore italien pour les Tyroliens. Tout ceci ne manque pas de rendre le commandement très complexe. Régiments allemands et régiments hongrois se distinguent au niveau de l'uniforme, de l'« Adjustierung (de) » dans le jargon militaire autrichien ; cependant ces distinctions n'expriment en rien la différenciation éventuelle au niveau de la langue en pratique au sein de l'unité.

#### Composition en juillet 1914

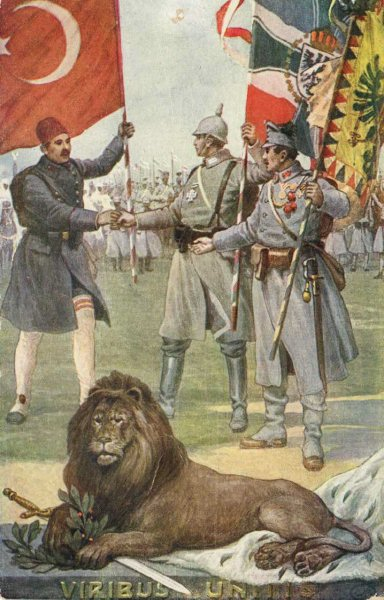
Carte postale de propagande : l'Autriche-Hongrie dans la Première Guerre mondiale (à droite, représentée par le drapeau impérial commun) ; l'Empire ottoman est à gauche, l'Empire allemand au milieu.

Infanterie: (k.u.k. Infanterie (en))
- 57 régiments d'infanterie allemands (deutschen Regimenter),
- 45 régiments d'infanterie hongrois (ungarischen Regimenter),
- 4 régiments d'infanterie de Bosnie-Herzégovine (de) de trois bataillons chacun ; ces unités, formées après la campagne d'occupation de la Bosnie-Herzégovine par l'Autriche-Hongrie, disposaient de statuts particuliers tant en matière d'uniforme qu'en matière de langue de commandement,
- 4 régiments de chasseurs du Tyrol (en allemand : Kaiserjäger) de quatre bataillons chacun, organisés selon le même système,

Cavalerie:
- 15 régiments de dragons impériaux et royaux
- 16 régiments de hussards impériaux et royaux
- 11 régiments de uhlans impériaux et royaux.

La différence entre la cavalerie lourde (lanciers) et légère (hussards, dragons) n'existait que dans les uniformes et reposait sur des raisons de nommage purement traditionnelles.
Artillerie:
- 42 régiments de canon de campagne
- 14 régiments d'obusiers de campagne
- 11 divisions d'artillerie à cheval
- 14 divisions d'obusiers lourds
- 11 régiments d'artillerie de montagne
- 6 régiments d'artillerie de forteresse et 8 (plus tard 10) bataillons d'artillerie de forteresse

Train:
- 16 divisions de train

Troupes techniques:
- 14 bataillons de sapeurs (en allemand : KuK Sappeure (de))
- 9 bataillons de pionniers
- 1 bataillon des ponts
- 1 régiment de ferroviaire
- 1 régiment télégraphique (en allemand : KuK Telegraphentruppe (de))

Les renforts de personnel été effectué par des bataillon de marche. Le système de régiments de réserve, comme avec l'armée allemande, n'existait pas.
Les unités de support — artillerie, génie, train, cavalerie — étaient la plupart du temps identifiées par leur centre de rassemblement, mais le nom de l'unité ne comportait pas ce genre de terme distinctif ; néanmoins, la dénomination utilisée donnait un indice : les Hussards venaient des contrées de la couronne hongroise, avec des cavaliers ayant pour langue maternelle le hongrois, le slovaque, le roumain, le croate ou l'allemand ; les Uhlans de Galicie, les cavaliers provenant de contrées de langue polonaise ou ukrainienne ; les unités de Dragons rassemblaient les cavaliers provenant des zones germanophones, ou de Bohème-Moravie où l'on parlait tchèque ou allemand.
Une des particularités de l'armée commune était, pendant les premières décennies de son existence, le rythme effréné auquel les bataillons de chaque régiment devaient changer de quartier. En 1910, seuls trois régiments d'infanterie de l'armée commune se trouvaient au complet en garnison, avec tous ses régiments au même endroit : l'Infanterieregiment Nr. 14 à Linz, l'Infanterieregiment Nr. 30 à Lemberg et l'Infanterieregiment Nr. 41 à Czernowitz. De fait, il n'est alors pas possible que se crée de lien particulier entre un régiment et une ville de garnison ou sa population, comme cela était par exemple le cas au sein de l'armée impériale allemande. Les soldats servaient souvent à l'autre bout de l'empire, et ce à dessein pour le haut-commandement d'éviter tout risque de fraternisation de la troupe en cas de troubles au sein de la population ; toutefois, cette politique était également liée au manque de casernes dans l'empire. Il arrivait même que certaines compagnies se trouvent séparées du reste de leur bataillon, et doivent être entraînées séparément. Toutefois, dans les années qui précédèrent la Première Guerre mondiale, de gros efforts sont entrepris par le pouvoir central, incluant la construction de nouvelles casernes et le réaménagement et l'extension de celles existantes, ce qui permet de limiter fortement cette pratique.

### Armement

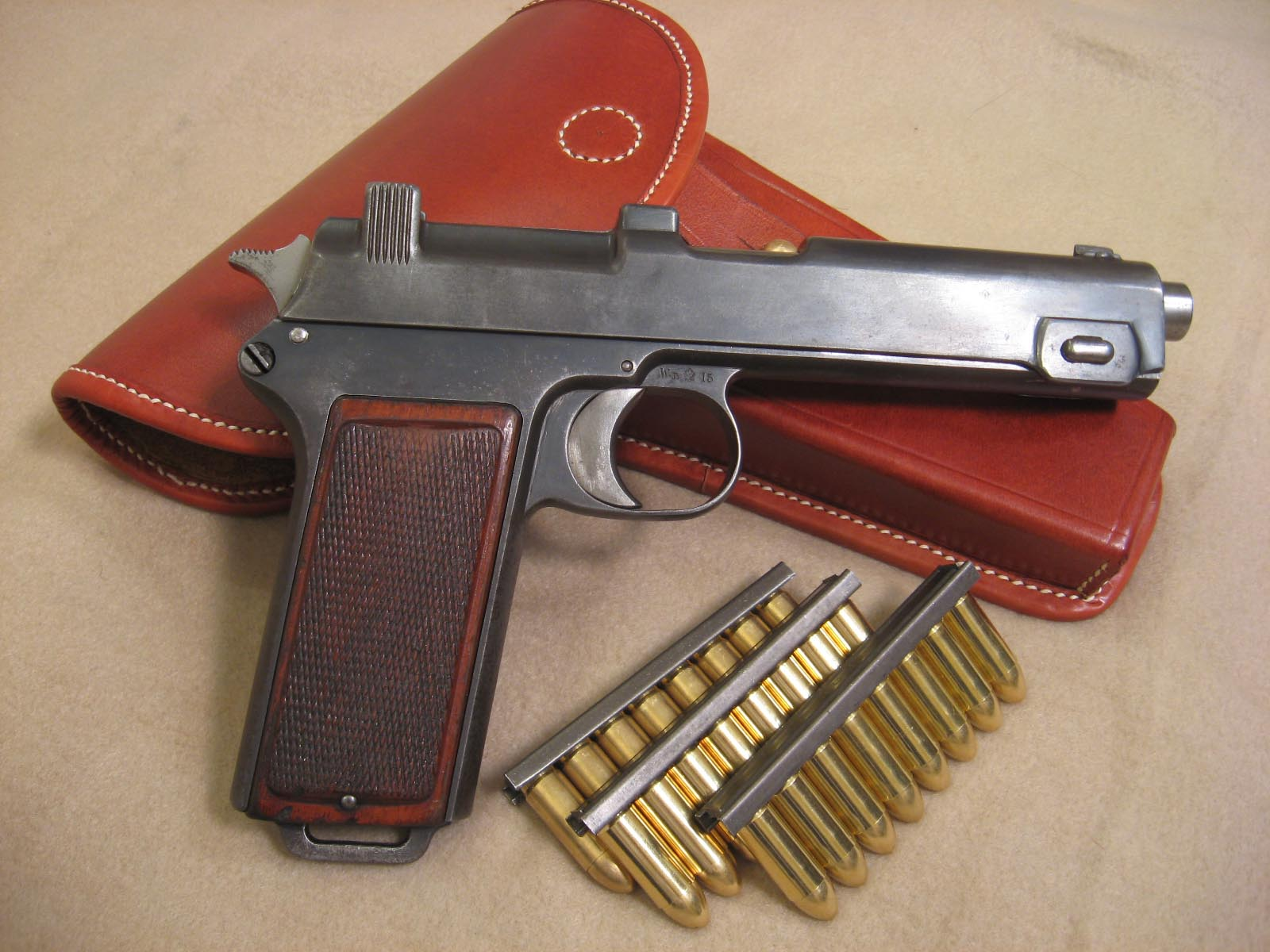
Pisolet Steyr M1912.

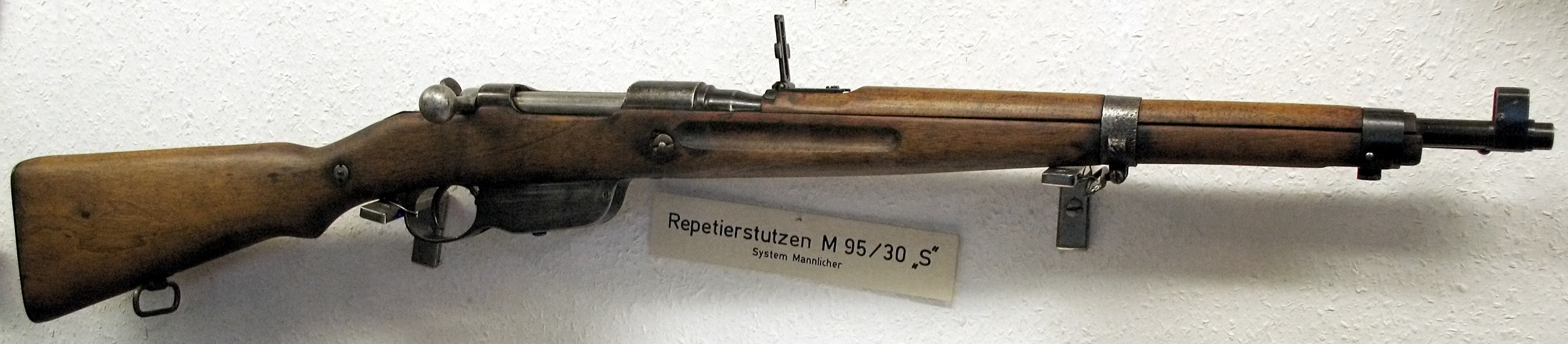
Fusil M1895/30.

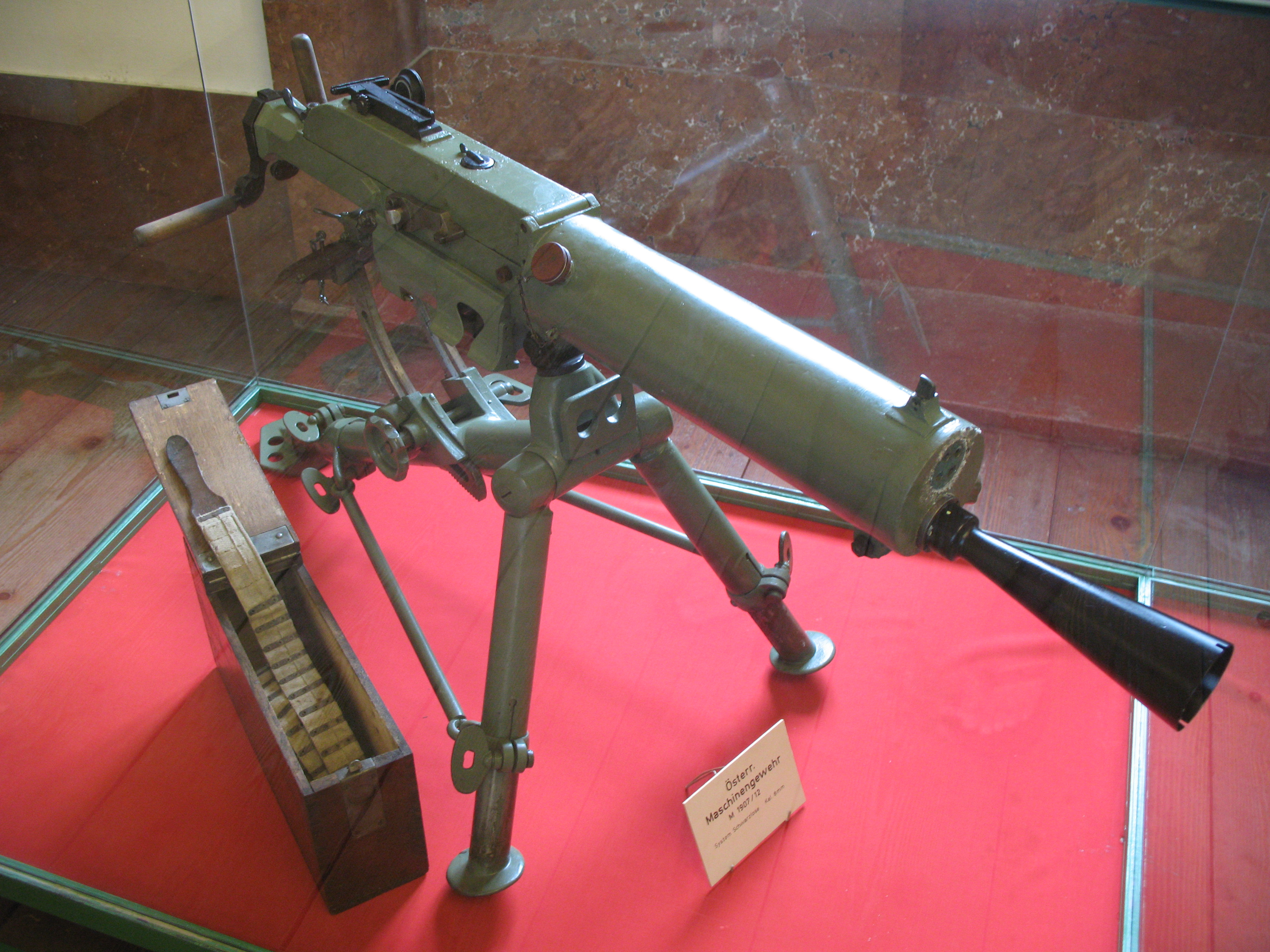
Mitrailleuse Schwarzlose MG M.07/12.

Après la défaite de la bataille de Sadowa, l'empereur et le haut-commandement devaient repenser leur vision en matière d'armement, d'équipement et d'habillement de leurs troupes. On dota alors enfin les unités d'armes munies de culasses, innovation qui avait auparavant fait l'objet de longues tergiversations, considérant qu'elles avaient apporté à l'ennemi prussien un gros avantage pendant la bataille. Les armes à chargement par la bouche sont abandonnées, y compris le système Lorenz[Quoi ?], sur la proposition de l'armurier viennois Karl Wänzel. Des armes disposant d'un chargement par l'arrière entrent en service, comme les fusils d'infanterie ou des unités de soutien, ou les fusils à fût long (de) des chasseurs (Jäger), armes normées respectivement « Muster 1854/67 » et « Muster 1862/67 ». Toutefois, les armes dotées du système Wänzel sont rapidement retirées du service, du fait des accidents fréquents rencontrés lors de l'usage de l'arme. Par la suite, c'est le système de verrou à tabernacle (de) mis au point par l'ingénieur Josef Werndl qui apporte la nouvelle réponse aux besoins de l'armée commune ; il s'agit d'un système innovant d'obturation de la culasse. Ce système, également appelé « Wellblockverschluss », fit par la suite la renommée la Österreichische Waffenfabriksgesellschaft de Steyr. Les armes ainsi équipées du système Werndl sont adoptées sous le nom de matériel M1867, M1873, M1867/77 et M1873/77, et elles restent en service pendant plus de vingt ans, au sein des troupes d'infanterie et de cavalerie de l'armée commune.
L'évolution technique suivante ayant eu de fortes répercussions fut l'arrivée des armes à répétition (de), qui viennent ainsi surpasser les fusils à un coup. Le Système Mannlicher (de), mis au point par Ferdinand Mannlicher, disposait d'une culasse manœuvrable par un verrou et d'un chargeur fixe d'une capacité de cinq cartouches. Ce dispositif, intégré dans les inventaires de l'armée commune en 1886, est alors le plus moderne au monde en matière de rechargement d'un fusil. Dans sa version perfectionnée M1895, il reste jusqu'à la fin de la Première Guerre mondiale l'arme de service des soldats austro-hongrois. Il en fut construit plus de trois millions d'exemplaires.
En accompagnement des armes à feu, l'équipement militaire intégrait entre 1861 et la fin de la monarchie des Habsbourg toute une série d'armes blanches approuvées pour le service. C'est par exemple le cas des sabres de cavalerie, le M1861 pour les officiers, les M1869 et M1904 pour les cavaliers ; celui du sabre léger de cavalerie Art M1877, des sabres d'infanterie, M1862 pour les officiers comme pour les hommes de troupe ; ou encore le sabre des officiers et hommes de troupe des « k.k. Landwehrgebirgstruppen » (infanterie de montagne hongroise). Ce sabre deviendra, pendant l'entre-deux-guerres, l'arme de service de la police viennoise (de). Pour ce qui concerne le sabre M1853 des sapeurs de l'armée commune (de), sa lame large et lourde en faisait davantage un battoir qu'une arme apte au combat.
Dans le développement des armes de poing, on distinguera deux étapes. En remplacement des pistolets à un coup à chargement par la bouche, le révolver entre en service en 1870. Deux modèles intègrent les armureries de l'armée commune, l'Armeerevolver M1870 développé par Leopold Gasser (de) puis son amélioration dénommé M1870/74, tous deux chambrés pour la grosse munition de 11 mm. Ils sont progressivement remplacés par le système Gasser/Kopratschek de 1872 puis par le Rast & Gasser M1898, chambrés en 8 mm (munition 8 mm Mannlicher). Toujours à la recherche d'innovation, l'armée commune essaye également le Steyr Mannlicher M1894 (en), une des rares armes fonctionnant en blow forward (en). Parmi les évolutions suivantes, l'armée passe aux armes de poing à répétition, comme le Roth-Steyr M1907 et le Steyr M1912 qui perpétuent l'usage du 8 mm Mannlicher. Les deux pistolets se rechargent par recul et se chargent au moyen de clips (en) de respectivement dix et huit munitions.
À la fin du XIXe siècle, de nombreux pays se sont lancés dans le développement des mitrailleuses. En Autriche-Hongrie, l'archiduc Charles Salvador de Toscane, conjointement avec le major Georg Ritter von Dormus, travaillent d'abord sur le concept initial de mitrailleuse (de), au sens d'arme à canon multiple lançant de la mitraille. Leur premier modèle, sorti en 1890, ne se révéla néanmoins pas adapté au champ de bataille, du fait de sa complexité technique. C'est donc en 1907 que l'armée austro-hongroise intègre sa première mitrailleuse moderne, celle mise au point par Andreas Schwarzlose (de), la mitrailleuse Schwarzlose M1907 ; celle-ci est rénovée en 1912 et prend le nom d'inventaire M1907/12. Ces armes, de par leur robustesse, connaîtront la Première Guerre mondiale et resteront en service, après la dissolution de l'armée commune, au sein de la Bundesheer jusqu'en 1938.

## Attributs

### Vexillologie
Les drapeaux d'identification des différentes unités (en allemand : Truppenfahnen) se résumaient à deux modèles au sein des forces terrestres austro-hongroises de l'armée commune :
- Régiments et bataillons portaient un drapeau blanc rectangulaire, sur lequel se trouvent au recto l'aigle impérial-royal associé aux armoiries du royaume et de l'État d'où provient l'unité et au verso une représentation de l'Immaculée Mère de Dieu en gloire surmontée de douze étoiles dorées.
- Les régiments d'infanterie no 2, 4, 39, 41 et 57 portaient eux seuls un drapeau rectangulaire au champ jaune impérial, chargé à l'avers comme au revers des armoiries impériales.

Les deux espèces de drapeaux portaient de plus sur trois de leurs côtés une bande noir-jaune-rouge-blanc en zigzag. Lors des parades, un bouquet de feuilles de chêne était attaché à la pointe du drapeau.
Les toiles des drapeaux étaient faites de soie et mesuraient 132 cm par 176. Elles étaient cousues deux par deux, c'est-à-dire que le verso de la toile jaune impérial n'était jamais apparente.

Drapeau de l'armée commune, modèle blanc, avers
Drapeau de l'armée commune, modèle blanc, revers
Drapeau de l'armée commune, modèle jaune impérial, avers et revers identiques

### Serment
Selon le « Dienstreglement für das kaiserlich königliche Heer » en français : « Règles de service pour l'armée impériale royale » de 1873, les soldats de l'armée commune devaient prononcer le serment suivant :
« Nous faisons devant Dieu Tout-puissant ce serment solennel, à Sa Majesté Apostolique, notre Prince et Seigneur, François-Joseph Ier, par la Grâce de Dieu Empereur d'Autriche, Roi de Bohème, etc. et Roi Apostolique de Hongrie, d'être fidèle et obéissant, et d'obéir aux généraux de Sa Grandeur, en particulier à nos supérieurs et nos chefs, de les honorer et de les défendre, dans toutes les situations de me conformer à leurs commandements et d'accomplir leurs ordres, contre tout ennemi, qui qu'il soit, où que puisse le souhaiter Sa Majesté impériale et royale, sur mer comme sur terre, de jour comme de nuit, dans les batailles, dans les tempêtes, lors d'opérations de toute sorte, bref, en tout lieu, à tout instant et dans n'importe quelle condition, de combattre courageusement et vaillamment, de n'abandonner jamais nos troupes, nos drapeaux, nos étendards et nos canons, de ne jamais pratiquer la moindre entente avec l'ennemi, et ainsi, conformément aux lois de la guerre et à la manière de braves guerriers, de cette façon, de vivre et de mourir dans l'honneur. Que Dieu nous vienne en aide. Amen ! »

### Aumônerie militaire
Comme l'armée commune devait constituer l'un des piliers du pouvoir de la Double monarchie, les particularités ethniques et religieuses des soldats n'interféraient nullement dans leur recrutement. Par contre, toutes les dispositions nécessaires avaient été prises pour répondre aux besoins spirituels des différentes communautés constituant les forces de l'armée commune. Les conflits d'origine religieuse au sein des troupes y étaient inconnus, même entre Serbes orthodoxes et Bosniaques musulmans.
L'aumônerie militaire au sein de l'armée commune (de) était assurée par des aumôniers israélites — les « Feldrabinner » — musulmans — les « Feldimame » — catholiques, protestants ou orthodoxes.

## Dans la culture
- Robert Musil, dans son ouvrage L'Homme sans qualités, fait part de son expérience au sein de ce qu'il nomme « l'armée cacanienne » (transcription phonétique du « K.K. »).
- Le Brave Soldat Chvéïk, héros tchèque du roman de Jaroslav Hašek, fait partie d'un régiment de l'armée commune.
- Colonel Redl (Oberst Redl) est un film germano-austro-hongrois de István Szabó (1985).

### Sources
- (de) Cet article est partiellement ou en totalité issu de l’article de Wikipédia en allemand intitulé « Gemeinsame Armee » (voir la liste des auteurs).